# Rajd Bosforu 2011
Rajd Bosforu 2011 (40. Bosphorus Rally) – 40 edycja rajdu samochodowego Rajd Bosforu rozgrywanego w Turcji. Rozgrywany był od 3 do 5 czerwca 2011 roku. Bazą rajdu była miejscowość Pendik. Była to trzecia runda Rajdowych Mistrzostw Europy w roku 2011 oraz druga runda Rajdowych Mistrzostw Turcji. Składał się z 16 odcinków specjalnych.

## Klasyfikacja rajdu[2]
| Miejsce | Miejsce | Miejsce | Kierowca          | Pilot                 | Samochód                       | Czas      | Strata   |
| Gen.    | Tur.    | ERC     | Kierowca          | Pilot                 | Samochód                       | Czas      | Strata   |
| ------- | ------- | ------- | ----------------- | --------------------- | ------------------------------ | --------- | -------- |
| 1.      | 1.      |         | Yagiz Avci        | Bahadir Gücenmez      | Ford Fiesta S2000              | 2:27:49.0 | 0.0      |
| 2.      |         | 1.      | Luca Betti        | Maurizio Barone       | Peugeot 207 S2000              | 2:28:14.7 | +25.7    |
| 3.      |         | 2.      | Maciej Oleksowicz | Andrzej Obrębowski    | Ford Fiesta S2000              | 2:28:49.6 | +1:00.6  |
| 4.      | 2.      |         | Murat Bostanci    | Onur Vatansever       | Ford Fiesta S2000              | 2:31:28.5 | +3:39.5  |
| 5.      |         | 3.      | Szymon Ruta       | Sebastian Rozwadowski | Peugeot 207 S2000              | 2:32:57.3 | +5:08.3  |
| 6.      | 3.      |         | Ercan Kazac       | Serdar Kurbanzade     | Mitsubishi Lancer Evo X        | 2:33:18.8 | +5:29.8  |
| 7.      |         | 4.      | Antonín Tlusťák   | Jan Škaloud           | Fiat Abarth Grande Punto S2000 | 2:37:47.1 | +9:58.1  |
| 8.      | 4.      |         | ugur Soylu        | Fatih Inan            | Mitsubishi Lancer Evo IX       | 2:39:17.2 | +11:28.2 |
| 9.      |         |         | Todor Slavov      | Dobromir Filipov      | Renault Clio R3                | 2:40:10.8 | +12:21.8 |
| 10.     | 5.      |         | Okur Menderes     | Aras Dinçer           | Mitsubishi Lancer Evo X        | 2:40:42.7 | +12:53.7 |